# Окнийская волость
Окнийская волость — упразднённая административно-территориальная единица 3-го уровня и бывшее муниципальное образование со статусом сельского поселения в Новосокольническом районе Псковской области России.
Административный центр — деревня Окни.

## География
Территория волости граничит на западе и севере с Маевской, на востоке — с Первомайской, на севере — с Новосокольнической волостью и городским поселением Новосокольники, на юге — с Невельским районом Псковской области.
На территории волости расположено озеро Асцо (3,4 км², глубиной до 16 м) и ряд других, более мелких, озёр

## Население
| 2002 | 2010 | 2012 | 2013 | 2014 | 2015 |
| ---- | ---- | ---- | ---- | ---- | ---- |
| 630  | ↗746 | ↘724 | ↘701 | ↘694 | ↘680 |

## Населённые пункты
В состав Окнийской волости входит 34 деревни: Гришанки, Гнилкино, Деино, Левашово, Отрадное, Бабино, Гришино, Захарово, Кошелево, Кругликово, Лашково, Ломыгино, Лукино, Марьяново, Молотовка, Новоселки, Окни, Пингерево, Петровка, Сешково, Сергие, Волнеино, Васютино, Горы, Заречье, Зажогино, Молоди, Метальниково, Пожары, Синяково, Старосокольники, Толкачево, Фальково, Шубино.
Ранее на территории современной волости располагалась деревня Быково, заброшенная в 40-е годы XX века.

## История
Постановлением Псковского областного Собрания депутатов от 26 января 1995 года все сельсоветы в Псковской области были переименованы в волости, в том числе Окнийский сельсовет был превращён в Окнийскую волость.
Законом Псковской области от 28 февраля 2005 года в границах волости было также создано муниципальное образование Окнийская волость со статусом сельского поселения с 1 января 2006 года в составе муниципального образования Себежский район со статусом муниципального района.
В апреле 2015 года волость была упразднена и вошла в состав новообразованного сельского поселения Пригородная волость с административным центром в городе Новосокольники.